# Matthias Klink

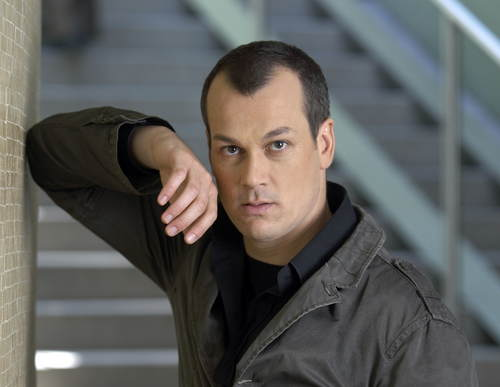
Matthias Klink – Porträt

Matthias Klink (* 1969 in Fellbach) ist ein deutscher Konzert-, Opern- und Operettensänger (Tenor).

## Leben
Matthias Klink absolvierte sein Gesangsstudium an der Musikhochschule seiner Heimatstadt bei Luisa Bosabalian und Carl Davis. Im Anschluss erhielt er ein Stipendium für die Indiana University School of Music Bloomington/USA sowie die Verleihung des Franz-Völker-Preises für Nachwuchstenöre.
Sein erstes Engagement erhielt er mit Beginn der Spielzeit 1995/1996 am Opernstudio der Oper Köln, deren Ensemblemitglied er bereits nach einem Jahr wurde. Dort sang er Partien des lyrischen Tenorfachs wie Tamino (Die Zauberflöte), Ferrando (Così fan tutte), Fenton (Falstaff).
Seit 1998 ist er als freischaffender Künstler tätig und gastiert seither an den großen Opernhäuser Europas, Staatsoper Hamburg, Semperoper Dresden, Oper Frankfurt, Deutsche Oper Berlin, Komische Oper Berlin, Opera Monte-Carlo, Volksoper Wien, Vlaamse Opera Antwerpen, Théatre des Champs-Élysées Paris, Teatro Real Madrid etc.
Einen besonderen Erfolg hatte Matthias Klink in der Saison 1997/1998 als Belmonte (Die Entführung aus dem Serail) in der Inszenierung von Hans Neuenfels unter Lothar Zagrosek am Staatstheater Stuttgart. Diesem Haus ist der Künstler seither verbunden.
In Italien debütierte er bereits 1995 als Belmonte am Teatro Comunale Treviso, es folgten Engagements in Parma, Bologna, 2003 an der Mailänder Scala als Jaquino (Fidelio) unter Riccardo Muti. In der Spielzeit 2006/2007 war Matthias Klink an der Scala als Narraboth (Salome) zu erleben.
Im Mai 2006 gab er sein Amerikadebüt beim Cincinnati Mayfestival als Belmonte in einer konzertanten Aufführung unter James Conlon.
Von 1999 bis 2001 war er zu Gast bei den Salzburger Festspielen als Tamino, Arbace (Idomeneo), Alfred (Die Fledermaus) und in der Uraufführung von Luciano Berios Cronaca del Luogo unter Sylvain Cambreling. Im Sommer 2006 war er dort in der frühen Mozertoper La finta semplice zu hören.
Weitere Einladungen erfolgten zu den Schwetzinger Festspielen 2002, Festspiele Baden-Baden 2000/03, Artsfestival Hong-Kong 2003/2004, Festspiele Aix-en-Provence 2003/2004. Bei der RuhrTriennale 2003 sang er den Tamino in einer Inszenierung von La Fura dels Baus unter dem Dirigat von Marc Minkowski (Fernsehaufzeichnung für Arte).
In der Saison 2007/08 gab Matthias Klink mehrere Rollendebüts. Im Februar sang er zum ersten Mal den Matteo in Arabella an der Hamburger Staatsoper unter Simone Young. Im April 2008 folgte sein Debüt als Idomeneo in einer Neuproduktion der Staatsoper Stuttgart unter Manfred Honeck und im Juni 2008 als Saisonabschluss der Erik im Fliegenden Holländer an der Deutschen Oper Berlin.
In der Spielzeit 2008/2009 war Matthias Klink zum ersten Mal an der Wiener Staatsoper als Tamino und Matteo zu hören.
Ebenfalls als Tamino gab er im September 2009 sein Debüt an der Metropolitan Opera in New York. An der Deutschen Oper Berlin sang er im Frühjahr 2011 den Midas in Richard Strauss’ Die Liebe der Danae.
An der Staatsoper Stuttgart debütierte Matthias Klink im November 2021 als Loge im Rheingold.
Zahlreiche Konzertauftritte und Liederabende runden sein künstlerisches Schaffen ab.

## Auszeichnungen
- 2017: Auszeichnung zum „Sänger des Jahres“ Kritikerumfrage der Zeitschrift Opernwelt für seine Darstellung des Gustav von Aschenbach  in Death in Venice an der Oper Stuttgart
- 2018: Deutscher Theaterpreis Der Faust in der Kategorie Beste Sängerdarstellerleistung im Musiktheater für seine Darstellung des Gustav von Aschenbach in Death in Venice an der Oper Stuttgart

## Rollen

### Oper und Operette
- Reinhard Keiser: Masaniello furioso (Don Pedro)
- Wolfgang Amadeus Mozart:
  - La finta semplice (Don Polidoro)
  - Idomeneo (Idomeneo)
  - Die Entführung aus dem Serail (Belmonte)
  - Die Zauberflöte (Tamino)
  - Don Giovanni (Don Ottavio)
  - Così fan tutte (Ferrando)
- Ludwig van Beethoven: Fidelio (Jaquino)
- Abert Lortzing: Zar und Zimmermann (Marquis de Chateauneuf)
- Gaetano Donizetti:
  - Don Pasquale (Ernesto)
  - L’elisir d’amore (Nemorino)
- Giuseppe Verdi:
  - La traviata (Alfredo)
  - Rigoletto (Duca)
  - Otello (Cassio)
  - Falstaff (Fenton)
- Johann Strauss:
  - Die Fledermaus (Alfred und Eisenstein)
  - Eine Nacht in Venedig (Caramello und Herzog)
- Jacques Offenbach:
  - Salon Pitzelberger (Casimir)
  - Les Contes Hoffmann (Hoffmann)
- Peter Tschaikowski: Eugen Onegin (Lenski)
- Ernest Chausson: Le roi Arthus (Lyonel)
- Richard Strauss:
  - Arabella (Matteo)
  - Salome (Narraboth)
  - Capriccio (Flamand)
  - Die Liebe der Danae (Midas)
- Richard Wagner:
  - Der fliegende Holländer (Erik)
  - Das Rheingold (Loge)
- Carl Zeller: Der Vogelhändler (Stanislaus)
- Franz Lehár:
  - Die lustige Witwe (Camille de Rossillon)
  - Das Fürstenkind (Stavros)
- Emmerich Kálmán: Gräfin Mariza (Tassilo)
- Luciano Berio: Cronaca del luogo (Phanuel)
- Nicholas Maw: Sophie’s Choice (Stingo)
- Matthias Pintscher: Thomas Chatterton (William Smith)
- Adriana Hölszky: Giuseppe e Sylvia (Der Regisseur)

### Konzert
- Johann Sebastian Bach: h-Moll-Messe, Johannes-Passion (Evangelist und Arien), Matthäus-Passion (Arien), Weihnachtsoratorium
- Georg Friedrich Händel: Messiah (auch in der Bearbeitung von Mozart)
- Joseph Haydn: Die Jahreszeiten, Die Schöpfung, Messen
- Wolfgang Amadeus Mozart: Requiem, c-Moll-Messe, Krönungsmesse u. a.
- Franz Schubert: Messen in As-Dur, G-Dur und Es-Dur
- Ludwig van Beethoven: C-Dur-Messe
- Gioachino Rossini: Petite Messe solennelle, Stabat mater
- Hector Berlioz: L’enfance du Christ, Lélio ou le retour à la vie, Messe solennelle
- Robert Schumann: Das Paradies und die Peri
- Felix Mendelssohn Bartholdy: Paulus, Elias, Lobgesang
- Camille Saint-Saëns: Oratorio de Noël (Weihnachtsoratorium)
- Giuseppe Verdi: Messa da Requiem
- Antonín Dvořák: Stabat Mater, Messe D-Dur
- Benjamin Britten: War Requiem
- Carl Orff: Catulli Carmina, Carmina Burana
- Hans Zender: Shir Hashirim
- Wolfgang Rihm: Lukas-Passion